# Headstrong (musikalbum)
Headstrong är debutalbumet av amerikanska skådespelaren och sångerskan Ashley Tisdale. Albumet släpptes den 6 februari 2007 i USA, av Warner Bros. Records. Plattan debuterade på plats 5 på Billboard 200, och såldes i mer än 64 000 exemplar under första veckan. Albumet har sålt i guld enligt RIAAs standard, det vill säga mer än 500 000 ex. Totalt beräknas albumet ha sålt i mer än 1 500 000 ex världen över.
Albumet spelades in under hösten 2006 i en rad olika inspelningsstudior, exempelvis Decoy Studios, Chalice Studios, Rocket Carousel Studios, m.fl. Ashley Tisdale skrev fyra av låtarna på albumet tillsammans med andra. Låtarna är: "Not Like That", "Suddenly", "Over It" och bonuslåten "It's Life". Ashley spelade även in ett antal covers av Tata Young ("Don't Touch" - originaltitel "Zoom"), Sandy Molling ("Goin' Crazy" - originaltitel "All Eyes on You") och Sarah Hudson ("Unlove You"). Albumet var tänkt att släppas i slutet av 2006, men uteblev på grund av inspelning av The Suite Life of Zack & Cody samt marknadsföring av High School Musical. 
Albumet har fått blandade recensioner, bland annat gav Allmusic skivan 3/5. Skivan kom på plats nummer 6 i kategorin "Album of The Year" på Billboard Readers' Choice.

## Låtlista
| Nr           | Titel                       | Låtskrivare och producent                                               | Längd |
| ------------ | --------------------------- | ----------------------------------------------------------------------- | ----- |
| 1.           | Intro                       | Jack D. Elliot                                                          | 1:09  |
| 2.           | So Much For You             | Adam Longlands, Lauren Christy, Scott Spock, Graham Edwards             | 3:05  |
| 3.           | He Said She Said            | J.R. Rotem, Evan "Kidd" Bogart, Ryan Tedder                             | 3:08  |
| 4.           | Be Good to Me               | Kara DioGuardi, David Jassy, Joacim Persson, Niclas Molinder            | 3:33  |
| 5.           | Not Like That               | Jassy, Ashley Tisdale, Joacim Persson, Niclas Molinder, Pelle Ankarberg | 3:01  |
| 6.           | Unlove You                  | Guy Roche, Shelly Peiken, Sarah Hudson                                  | 3:29  |
| 7.           | Positivity                  | Roche, Peiken, Samantha Jade                                            | 3:44  |
| 8.           | Love Me for Me              | Diane Warren                                                            | 3:45  |
| 9.           | Goin' Crazy                 | Persson, Molinder, Ankarberg, Celetia Martin                            | 3:09  |
| 10.          | Over It                     | Tisdale, Bryan Todd, Michael Smith                                      | 2:54  |
| 11.          | Don't Touch (The Zoom Song) | Adam Anders, Nikki Hassman, Rasmus Bille Bahncke, Rene Tromborg         | 3:11  |
| 12.          | We'll Be Together           | Peiken                                                                  | 4:00  |
| 13.          | Headstrong                  | Longlands, Spock, Christy, Edwards                                      | 3:11  |
| 14.          | Suddenly                    | Tisdale, Janice Robinson                                                | 3:39  |
| Total längd: | Total längd:                | Total längd:                                                            | 37:37 |

| 15. | I Will Be Me                       | Todd, Smith, Sean Holt, TJ Stafford | 3:16 |
| 16. | He Said She Said (Karaoke Version) | Rotem, Bogart, Tedder,              | 3:08 |
| 17. | Be Good to Me (Karaoke Version)    | DioGuardi, Jassy, Persson, Molinder | 3:14 |

| 15. | Be Good to Me (THC-Sukarufati Radio Edit Club Remix) | DioGuardi, Jassy, Persson, Molinder | 5:49 |